# Jaime Laredo
Jaime Eduardo Laredo (ur. 7 czerwca 1941 w Cochabamba w Boliwii) – amerykański skrzypek, altowiolista i dyrygent.

## Życiorys
Naukę gry rozpoczął w wieku 5 lat. W 1948 wyemigrował z Boliwii do Stanów Zjednoczonych. W wieku 8 lat dał swój pierwszy recital, w wieku 11 lat debiutował z orkiestrą San Francisco Symphony. Pobierał lekcje m.in. u Antonio DeGrassa, Franka Housera i Josefa Gingolda. Ukończył studia w filadelfijskim konserwatorium Curtis Institute of Music. 
W wieku 17 lat wygrał prestiżowy Międzynarodowy Konkurs Muzyczny im. Królowej Elżbiety Belgijskiej w Brukseli. W październiku 1960 miał swój przełomowy recital w Carnegie Hall, który przyniósł mu duży rozgłos. Rok później zagrał w Royal Albert Hall w Londynie. W następnych latach współpracował z wieloma orkiestrami amerykańskimi i europejskimi, takimi jak Bostońska Orkiestra Symfoniczna, Chicagowska Orkiestra Symfoniczna, Filharmonia Nowojorska, Cleveland Orchestra, Orkiestra Filadelfijska, London Symphony Orchestra i Royal Philharmonic. 
Nagrywał m.in. z Isaacem Sternem, Yo-Yo Ma i Emanuelem Axem (wraz z którymi zdobył w 1992 nagrodę Grammy w kategorii Best Chamber Music Performance). Wraz z Glennem Gouldem nagrał komplet sonat na skrzypce i klawesyn Bacha. Od 1999 jest dyrygentem i dyrektorem muzycznym w Vermont Symphony Orchestra. Wykłada na Indiana University Jacobs School of Music.
Gra również na altówce, wraz ze swoją żoną, wiolonczelistką Sharon Robinson i pianistą Josephem Kalichsteinem założył Kalichstein-Laredo-Robinson Trio.
W rodzinnej Boliwii jego imieniem nazwano stadion w La Paz; jego podobizna znalazła się również na znaczkach pocztowych.